# Glaciar de Frébouze
El glaciar de Frébouze es un glaciar de la vertiente italiana del macizo del Mont Blanc. Ocupa el circo situado entre las Grandes Jorasses, la aiguille de Leschaux y el monte Gruetta.